# Bacieczki
Bacieczki – osiedle w północno-zachodniej części Białegostoku, na lewym brzegu Białej (dopływ Supraśli).
Osiedle to dawna wieś, której nazwa pochodzi od rosyjskiego słowa batiuszka oznaczającego ojciec.

## Historia
Pierwsze zapisy na temat Bacieczek sięgają XVI wieku, mówią, że razem z Fastami należały do monasteru w Supraślu. Z tego samego okresu pochodzi informacja o  wzniesionej z fundacji księcia Aleksandra Chodkiewicza „cerkwi drewnianej w folwarku Bacieczki”. Świątynia ta nosiła wezwanie św. Jana Teologa, niebiańskiego patrona ojca fundatora, Iwana Chodkiewicza, zmarłego w niewoli tureckiej. Cerkiew w Bacieczkach istniała do 1773 r., kiedy to z niewiadomych przyczyn została rozebrana, a materiał z niej pozyskany wykorzystano do rozbudowy cerkwi w Zawykach (świątynia ta przetrwała do dziś i funkcjonuje obecnie jako cmentarny kościół rzymskokatolicki pod wezwaniem Imienia Maryi).
W II Rzeczypospolitej wieś była siedzibą gminy Białostoczek.
Według Powszechnego Spisu Ludności z 1921 roku wieś Bacieczki liczyła 49 domów i zamieszkana była przez 258 osób, wśród których 210 zadeklarowało wyznanie prawosławne, zaś pozostałe 48 rzymskokatolickie. Jednocześnie wszyscy mieszkańcy ówczesnych Bacieczek zadeklarowali polską przynależność narodową. W tym okresie wieś podlegała prawosławnej parafii Podwyższenia Krzyża Świętego w pobliskich Fastach.
W 1929 we wsi była jedna cegielnia, młyn Zakładów Przemysłowych S.A., sklep cukierniczy, dwie piwiarnie, dwa sklepy spożywcze i jeden z wędlinami. Była jedna akuszerka, cieśla, kołodziej, kowal, stolarz i szewc.
W 1933 we wsi mieszkało 633 osoby.
W 1941–1943 w lesie koło Bacieczek Niemcy zamordowali ponad 3 tys. osób. Obecnie w miejscu straceń znajduje się pomnik.
W latach 1945–1954 miejscowość stanowiła siedzibę gminy Bacieczki. Od 1954 znajduje się w granicach Białegostoku. Obecnie jest to osiedle bloków Towarzystwa Budownictwa Spółdzielczego i domów jednorodzinnych.

## Obiekty i tereny zielone
- Dworzec Kolejowy Białystok Bacieczki,
- Parafialny kościół rzymskokatolicki pod wezwaniem N.M.P Królowej Rodzin,
- Parafialny kościół rzymskokatolicki pod wezwaniem św. Faustyny Kowalskiej,
- Parafialna cerkiew prawosławna pod wezwaniem św. Jana Teologa,
- Szkoła Podstawowa nr 16,
- Szkoła Podstawowa nr 12.

## Opis granic osiedla
Od granicy administracyjnej miasta ulicą gen. F. Kleeberga, ul. gen. St. Maczka do rzeki Białej, wzdłuż rzeki Białej do al. Jana Pawła II, al. Jana Pawła II do granicy administracyjnej miasta, wzdłuż granicy administracyjnej miasta do ul. gen. F. Kleeberga.

## Ulice i place znajdujące się w granicach osiedla
al. Jana Pawła II – parzyste 92-100, Astronautów, Bacieczki – parzyste 2–142, nieparzyste 1–131, Elektronowa, Esperantystów, gen. Franciszka Kleeberga – nieparzyste 5–37, gen. Leopolda Okulickiego, gen. Stanisława Maczka – nieparzyste budynek 89, Grabowskiego Antoniego, Gwiezdna, Herberta Zbigniewa, Heweljusza Jana, Ikara, Jowisza, Kazaneckiego Wiesława, Kołłątaja Hugona – nieparzyste od 63 do końca, parzyste – brak, Komety, Komisji Edukacji Narodowej, Kosmiczna, ks. Witolda Pietkuna, Józefa Mackiewicza, Marsa, Merkurego, Miętowa, Mikołajczyka Stanisława, Nadrzeczna, Narodowych Sił Zbrojnych, Neptuna, NMP Królowej Rodzin, Orbitalna, Oriona, Orkana Władysława, Owocowa, Pietkiewicza Michała, Planetarna, Plutona, Produkcyjna – nieparzyste 1–91, parzyste 2–78, Rakietowa, rtm. Witolda Pileckiego, Satelitarna, Saturna, Strażacka, Szaykowskiej Berty, Szewko Stanisława, Tetmajera Kazimierza, Urana, Wenus, Wróblewskiego Walerego.